# 北京耀中国际学校
北京耀中国际学校(Yew Chung International School of Beijing，簡寫YCIS Beijing)，是位於北京市朝阳区的一間国际学校，北京耀中国际学校隶属于香港耀中国际学校。学生年龄介於2年-18年之間。该学校创建于1995年。

## 知名校友
- George Max Yu Song Wah

## 延伸閱讀
"Bringing the world into the classroom（页面存档备份，存于）." China Daily Education. April 16, 2013.

## 关联学校
- 香港耀中國際學校 (中學部)
- 上海耀中国际学校
- 重慶耀中國際學校（英语：Yew Chung International School of Chongqing）
- 青島耀中國際學校（英语：Yew Chung International School of Qingdao）
- 美國矽谷耀中國際學校（英语：Yew Chung International School – Silicon Valley）